# キムコ・スーナー
スーナー（Sooner）とは、かつてキムコが製造販売していたスクータータイプのオートバイである。シリーズ車種として排気量別に発売されていたが、日本では2009年2月2日に在庫限りでの販売終了が公表された。

## モデル一覧

### スーナー100
- Sooner100Z・Sooner100S-K・Sooner100F・Sooner100が存在した。
- 競合車種はスペイシー100・アドレスV100・グランドアクシス100・SYMX'pro100・Umi100など。価格としては国産各車種と比較すれば数万円程度安いが同じ台湾メーカーのSYMに比べると少々高い。

Sooner100z
- 型式：SA20EK（JP）
- 排気量：101.3cc
- 全長/全幅/全高：1,670mm/620mm/1,030mm
- 軸距：1,180mm
- エンジン形式：空冷2ストローク単気筒
- シート高：738mm
- 最高出力：6.7kW[9.23ps]/6,500rpm
- 最大トルク：10.3Nm[1.05kg-m]/5,500rpm
- 点火方法/始動方式：CDI/キック・セルフ
- 乾燥重量：85.5kg
- タイヤサイズ：（前）90/90-10 50J/（後）100/80-10 53J
- 変速機形式：CVT
- ブレーキ形式：（前）油圧式ディスク/（後）ドラム
- 燃料タンク容量：6.5l

### スーナー50
- Sooner50ss・Sooner50z・Sooner50s・Sooner50RS・Sooner50S-Kが存在した。
- 競合車種はSYM・DD50など。国産の同レベル車種に比べれば安価である。DD50には価格的には劣るが、知名度では勝る。
- DD50同様、生産元のキムコがホンダと技術提携をしていた関係で駆動系パーツ、CDIなど一部のパーツを同社人気車種のスーパーディオから流用できる。ただし互換性はDD50の方が高い。（スーナーの場合はエンジンやマフラーなどは別物。駆動系パーツもVベルトなどは互換性がない。DD50はほぼすべてのパーツがスーパーディオから流用できる。）
- 冬季のエンジンの始動性が悪い点が指摘されているが、これは台湾と日本との気候の違いが主な原因であり、DD50にも指摘されている点である。

Sooner50z
- 型式：SB10BL（JP）
- 排気量：49.5cc
- 全長/全幅/全高：1,670mm/620mm/1,030mm
- 軸距：1,180mm
- エンジン形式：空冷2ストローク単気筒
- シート高：738mm
- 最高出力：4.6kW[6.29ps]/6,500rpm
- 最大トルク：6.8Nm[0.69kg-m]/6,000rpm
- 点火方法/始動方式：CDI/キック・セルフ
- 乾燥重量：85.5kg
- タイヤサイズ：（前）90/90-10 50J/（後）100/80-10 53J
- 変速機形式：CVT
- ブレーキ形式：（前）油圧式ディスク/（後）ドラム
- 燃料タンク容量：6.5l

Sooner50ss
- 型式：SB10BK（JP）
- 排気量：49.5cc
- 全長/全幅/全高：1,670mm/620mm/1,030mm
- 軸距：1,180mm
- エンジン形式：空冷2ストローク単気筒
- シート高：738mm
- 最高出力：4.6kW[6.29ps]/6,500rpm
- 最大トルク：6.8Nm[0.69kg-m]/6,000rpm
- 点火方法/始動方式：CDI/キック・セルフ
- 乾燥重量：79.5kg
- タイヤサイズ：（前）90/90-10 50J/（後）100/80-10 53J
- 変速機形式：CVT
- ブレーキ形式：（前）ドラム/（後）ドラム
- 燃料タンク容量：6.5l